# Campeonato Africano de Corta-Mato de 2014
O Campeonato Africano de Corta-Mato de 2014 foi a  3ª edição da competição organizada pela Confederação Africana de Atletismo no dia 16 de março de 2014. Teve como sede a cidade de Kampala na Uganda, sendo disputadas 4 categorias entre sênior e júnior. 

## Medalhistas
Esses foram os resultados do campeonato.

### Individual
| Evento                 | Ouro                             | Ouro     | Prata                 | Prata    | Bronze                 | Bronze   |
| ---------------------- | -------------------------------- | -------- | --------------------- | -------- | ---------------------- | -------- |
| Sênior masculino 12 km | Leonard Barsoton (KEN)           | 34:26.12 | Kipruto Kangogo (KEN) | 34:56.45 | Rono Cherop (KEN)      | 35:01.88 |
| Sênior feminino 8 km   | Faith Chepngetich Kipyegon (KEN) | 25:33.02 | Janet Kisa (KEN)      | 25:41.30 | Alice Nawowuna (KEN)   | 25:46.48 |
| Júnior masculino 8 km  | Moses Letoyie (KEN)              | 22:36.80 | Andrew Lorot (KEN)    | 22:50.19 | Afewerki Berhane (ERI) | 22:56.45 |
| Júnior feminino 6 km   | Agnes Jebet Tirop (KEN)          | 18:50.74 | Alemitu Heroye (ETH)  | 19:04.73 | Nancy Nzisa (KEN)      | 19:16.18 |

### Equipe
| Evento                 | Ouro                                                                     | Ouro | Prata                                                                                         | Prata | Bronze                                                                                                 | Bronze |
| ---------------------- | ------------------------------------------------------------------------ | ---- | --------------------------------------------------------------------------------------------- | ----- | --- | ------ |
| Sênior masculino 12 km | Quênia · Barsoton · Kangogo · Cherop · Solomon Kirwa Yego                | 10   | Uganda · Moses Kibet · Thomas Ayeko · Moses Kipsiro · Daniel Rotich                           | 37    | Etiópia · Tegegne Atalay Yirsaw · Erre Seboka Negusse · Kelu Gemechu Edeo · Sraj Muhajr Haredin        | 52     |
| Sênior feminino 8 km   | Quênia · Kipyegon · Kisa · Nawowuna · Edith Chelimo                      | 10   | Etiópia · Tadelech Bekele Alemu · Ababel Yeshaneh Birhane · Ruti Aga Sora · Shito Wudessa Osu | 29    | Uganda · Linet Toroitich Chebet · Nancy Cheptegei · Vanice Chemutai · Rebecca Cheptegei                | 57     |
| Júnior masculino 8 km  | Quênia · Letoyie · Lorot · John Kiprono Langat · Hillary Langat Kipkemoi | 12   | Eritreia · Berhane · Abraham Habte · Habtom Welday · Berhane Amanuel                          | 32    | Etiópia · Hayato Yasin Haji · Asfaha Teshome Mekonen · Abraha Mogos Tuemay · Tegegn Hailemariyam Amare | 54     |
| Júnior feminino 6 km   | Quênia · Tirop · Nzisa · Rosefline Chepngetich · Lillian Kasait Rengeruk | 13   | Etiópia · Heroye · Amara Alemitu Hawi · Haiylu Fotyen Tesfay · Ware Shure Demise              | 28    | Uganda · Stella Chesang · Phanice Chemutai · Patricia Chekwemoi · Karen Chekwemoi                      | 55     |

## Participantes
- Argélia
- Burundi
- Botswana
- Costa do Marfim
- Camarões
- Comores
- Eritreia
- Etiópia
- Gabão
- Gâmbia
- Guiné
- Quênia
- Madagáscar
- Marrocos
- Mali
- Ilhas Maurícias
- Nigéria
- Ruanda
- Senegal
- Seicheles
- Somália
- Sudão do Sul
- Sudão
- Tanzânia
- Uganda
- Zâmbia